# كوسوكي ماتسو
كوسوكي ماتسو هو مجدف ياباني، ولد في 4 أكتوبر 1930.

## وصلات خارجية
- كوسوكي ماتسو على موقع الاتحاد الدولي للتجديف (الإنجليزية)
- كوسوكي ماتسو على موقع اللجنة الأولمبية الدولية (الإنجليزية)
- كوسوكي ماتسو على موقع أوليمبيديا (الإنجليزية)